# Het hondje
Het hondje is de debuutsingle van Herman van Veen uit 1968. Het lied is afkomstig van Van Veens debuutalbum Herman van Veen. Het hondje is door hemzelf geschreven. Van Veen voelde zich een asielhondje in de onbeantwoorde liefde.
De B-kant werd gevormd door De neus, een cover van Les nez van Charles Aznavour in een vertaling van Harrie Geelen. Dit lied kwam nog terug op een reclamesingle voor Facit kantoormachines.
Het plaatje behoort niet tot de veertien singles van Van Veen die volgens de in 2015 beschikbare gegevens de Nederlandse Top 40 (hitparade en tipparade) haalden.